# Antonín Dušek (kněz)
Antonín Dušek (10. prosince 1865 Libáň – 15. března 1950 Mělník) byl český římskokatolický kněz, infulovaný probošt na Mělníce, biskupský vikář a konzistorní rada v Litoměřicích.

## Život

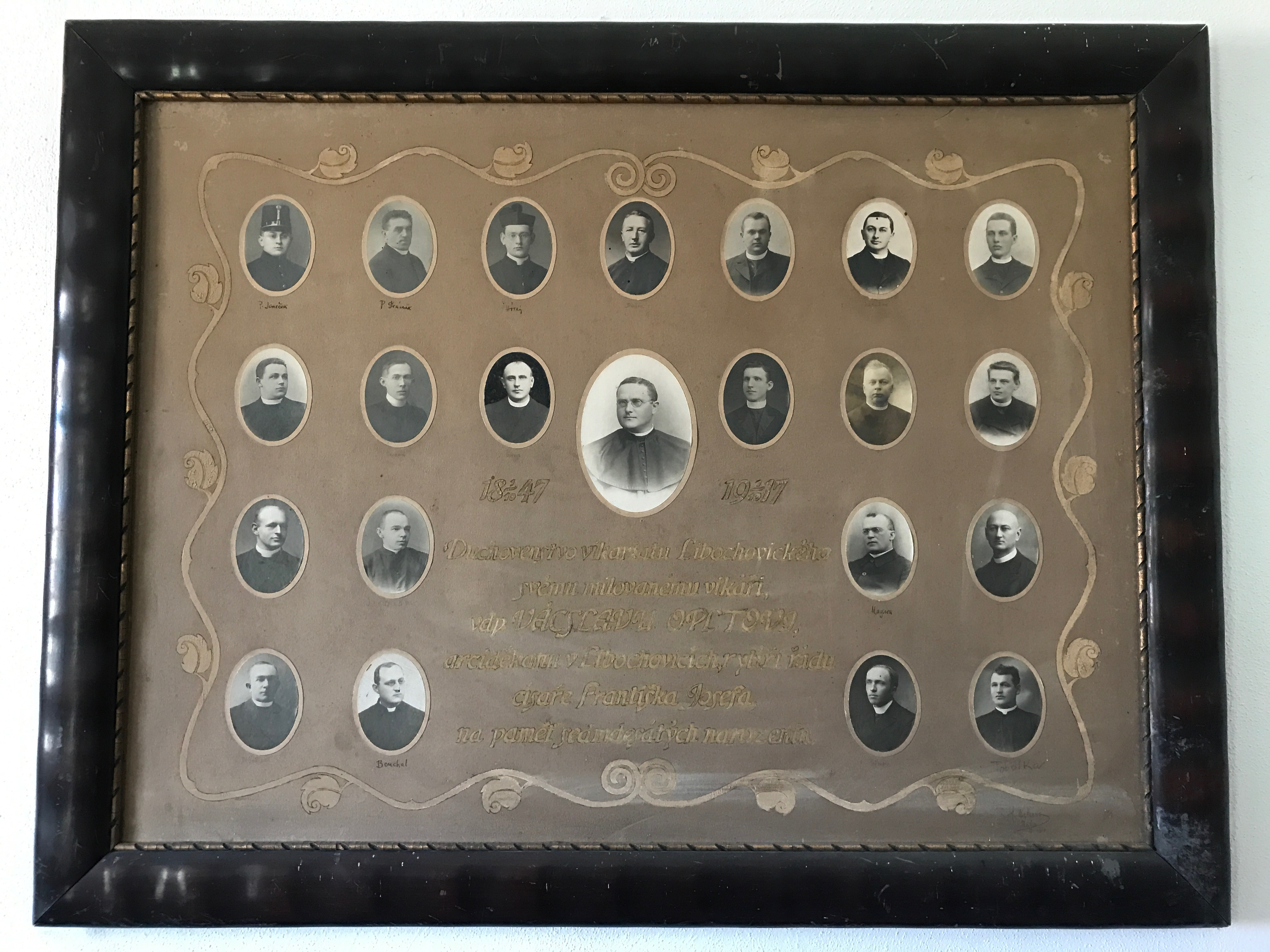
Antonín Dušek (uprostřed nahoře) na tablu kněží libochovického vikariátu, které bylo vyrobeno na poděkování za 70 let života Václava Oplta

Po vysvěcení 28. května 1888 v Litoměřicích působil nejprve čtyři roky v německy mluvícím prostředí a v pohraničí poblíž Saska.
V roce 1892 stal se vikaristou při litoměřické katedrále a protokolistou biskupské konzistoře v Litoměřicích.
Roku 1904 pak odešel jako farář do Chotěšova, kde pobyl plných 25 let. V roce 1930 přichází pak do Mělníka jako probošt. Jako kněz byl vzorný a obětavý, neobyčejně vzdělaný. Pro tyto vlastnosti měl požíval velkou vážnost jak v katolickém, tak i nekatolickém prostředí.
Jako kazatel byl trefný a dokázal vychovávat posluchače k dobré katolické praxi. Byl znám svým nekompromisním postojem k oběma diktaturám (nacistické i komunistické) a zdůrazňováním mravního principu v době, kdy se ještě důsledky jeho absence tak markantně ve společnosti neprojevovaly. Měl básnické nadání, které rád využíval. Jako společník byl oblíbený a byl činný i politickém životě v lidové straně, avšak na lokální úrovni. Za něho došlo na mělnickém kostele k obnově báně velké věže a nahrazení šindelové krytiny měděným plechem. Je pochován v kněžské hrobce na hřbitově sv. Václava v Mělníku.